# Tadeusz Chwałczyk
Tadeusz Karol Chwałczyk (ur. 12 lipca 1933 w Rybniku) – polski dziennikarz. Autor tekstów prasowych, audycji radiowych, programów telewizyjnych, fotografii, filmów krótkometrażowych z zakresu historii lotnictwa.

## Życiorys
Absolwent Wydziału Dziennikarstwa i Nauk Politycznych Uniwersytetu Warszawskiego i studiów podyplomowych Instytutu Badań Polonijnych Uniwersytetu Jagiellońskiego w Krakowie. Pracował jako dziennikarz i publicysta Rozgłośni Polskiego Radia w Lublinie (1966-1982 i 1985-1990). Był organizatorem i pierwszym szefem Telewizji Lublin (1982-1985). Był kierownikiem Redakcji Telewizyjnej Radia Lublin, a następnie kierownik Zespołu Twórczego Warszawskiego Ośrodka Telewizyjnego w Lublinie. Od października 1990 na rencie,  następnie na emeryturze. Zorganizował redakcję miesięcznika ilustrowanego „Welcome to Lublin”, będącego regionalnym tytułem ogólnopolskiej serii magazynów „Welcome to…”, ukazujących się w 10 miastach wojewódzkich. Był tam sekretarzem redakcji, a następnie redaktorem naczelnym. Wieloletni współpracownik ogólnopolskich czasopism: „Skrzydlata Polska” i „Aerokluby”. Członek Stowarzyszenia Dziennikarzy Polskich, Stowarzyszenia Dziennikarzy RP i Stowarzyszenia Autorów Polskich. Aktywnie uczestniczył w działalności dziennikarskich Klubów Twórczych – Publicystów Lotniczych, Zagadnień Polonijnych oraz Publicystyki Wojskowo-Obronnej. Był współorganizatorem w 1952 Aeroklubu Robotniczego w Świdniku oraz założycielem w 1988 Amatorskiego Klubu Filmowego „ROTOR-FILM” w Świdniku. Prócz pracy dydaktycznej z młodzieżą (ok. 150 autorskich obrazów filmowych), sam zrealizował 27 filmów, głównie dokumentalnych, uhonorowanych 13 nagrodami i wyróżnieniami (ostatnie w 2009).

## Odznaczenia i nagrody
Jest laureatem wielu nagród dziennikarskich: wyróżnienia Ministra Obrony Narodowej za audycje o tematyce wojskowej (1969) i (1977), nagroda SDP za publicystykę polonijną (1975), nagroda Klubu Publicystów Lotniczych „Pióro Ikara” za publicystykę lotniczą. Za pracę zawodową oraz zaangażowanie w działalność społeczną wyróżniony: Złotym Krzyżem Zasługi (1982), Honorową Odznaką Polskiego Radia i Telewizji (1977), medalem Dowództwa Wojsk Lotniczych „Zasłużonemu dla lotnictwa”  (1986), odznakami: Zasłużony Działacz Kultury – (1981), Zasłużonego Działacza Lotnictwa Sportowego (1972), dwukrotnie złotą honorową Zasłużonemu dla Lublina (1982 i 1987), Za zasługi dla Województwa Bialskopodlaskiego (1984), Za zasługi dla Lubelszczyzny (1985), złotą honorową I stopnia z 3 diamentami Polskich Linii Lotniczych LOT (1985), złotą honorową Towarzystwa Polonia (1989), złotą Aeroklubu Polskiego (1990), statuetką „Ikara” Aeroklubu Polskiego (2002), tytułem Bene Meritus Terrae Lublinensi (2008), nagrodą Krajowej Rady Lotnictwa „Błękitne Skrzydła” (2008), Nagrodą Kulturalną Marszałka Województwa Lubelskiego (2008).

## Wybrane publikacje
- (redakcja) Świdnik 1954-1979, red. Tadeusz Chwałczyk, Lublin: Krajowa Agencja Wydawnicza 1979.
- Bieszczadzkie szybowiska, Rzeszów: Krajowa Agencja Wydawnicza 1982.
- Podlaskie skrzydła, Rzeszów: Krajowa Agencja Wydawnicza 1985.
- Skrzydła Lubelszczyzny. Wystawa ze zbiorów Aeroklubu Lubelskiego, Aeroklubu Robotniczego w Świdniku, Muzeum Techniki w Warszawie, Muzeum Kultury Fizycznej i Sportu w Lublinie oraz osób prywatnych, styczeń – wrzesień 1989 r., Lublin: Muzeum Lubelskie 1989.
- (współautor: Andrzej Glass), Samoloty PWS, Warszawa: Wydawnictwa Komunikacji i Łączności 1990.
- Skrzydła na nartach, Warszawa: Oficyna Wydawnicza Echo 2007.
- Ochota na latanie i inne opowiadania, Lublin: Wydawnictwo Polihymnia 2011.